# José Bernardo Sánchez
José Bernardo Sánchez (7 de septiembre de 1778 – 15 de enero de 1833) fue un misionero, franciscano, católico español en Alta California (Nueva España).

## Primeros años
José Bernardo Sánchez nació en Robledillo de Mohernando, Reino de Toledo, España. Tomó los hábitos de la Orden Franciscana el 9 de octubre de 1794. En 1803 ingresó en el Colegio de San Fernando de México para formarse como misionero en el Virreinato de Nueva España (actualmente México).

## Misiones de California
Viajó hacia Las Californias al año siguiente, 1804, y allí realizó su labor religiosa en las siguientes misiones:
- Misión de San Diego de Alcalá (1804–1820)
- Misión de La Purísima Concepción (1820–1821)
- Misión de San Gabriel Arcángel (1821–1827)

En 1806, el padre Sánchez acompañó como capellán a una expedición militar contra los indígenas de California. En 1821, junto con el "Padre Prefecto" Mariano Payeras se unió a una expedición de exploración al interior de Alta California en busca de emplazamientos para nuevas misiones.
Durante el invierno de 1826-1827, como cabeza de la misión de San Gabriel Arcángel, el padre Sánchez albergó a la expedición del estadounidense Jedediah Smith, la primera persona que llegó a California desde los Estados Unidos atravesando el continente. La mayor parte del grupo se quedó en San Gabriel mientras Jedediah Smith se desplazó a San Diego para presentarse ante el "Jefe Político" (gobernador) mexicano José María Echeandía.
De 1827 a 1831 el padre Sánchez desempeñó, a disgusto, el cargo de "Presidente" de la cadena de misiones de California y el de "Vicario Foráneo". Era un misionero pío y muy activo, pero rechazaba los cargos de autoridad.[cita requerida] Sus incesantes peticiones de relevo fueron atendidas al final, pero solo sobrevivió dos años.

### Oposición a la secularización
Durante su tiempo de servicio misional se opuso enérgicamente al plan de secularización del Gobierno mexicano, que era apoyado fuertemente por el gobernador Echeandia. En una larga serie de notas críticas denunciaba que el plan resultaría en la destrucción de las misiones y la ruina de los neófitos. Así escribió: "En lo que a mí concierne, podría ser mañana, de modo que pudiera retirarme entre las cuatro paredes de una celda para llorar por el tiempo que he gastado en favor de estos infortunados." Se ha dicho que la perspectiva de la inevitable ruina aceleró su muerte. Sus restos fueron sepultados al pie del altar de la misión de San Gabriel.